# Bruno (Minnesota)
Pour les articles homonymes, voir Bruno.
Bruno est une ville américaine située dans le Comté de Pine, dans le Minnesota. Selon le recensement de 2010, sa population est de 102 habitants.

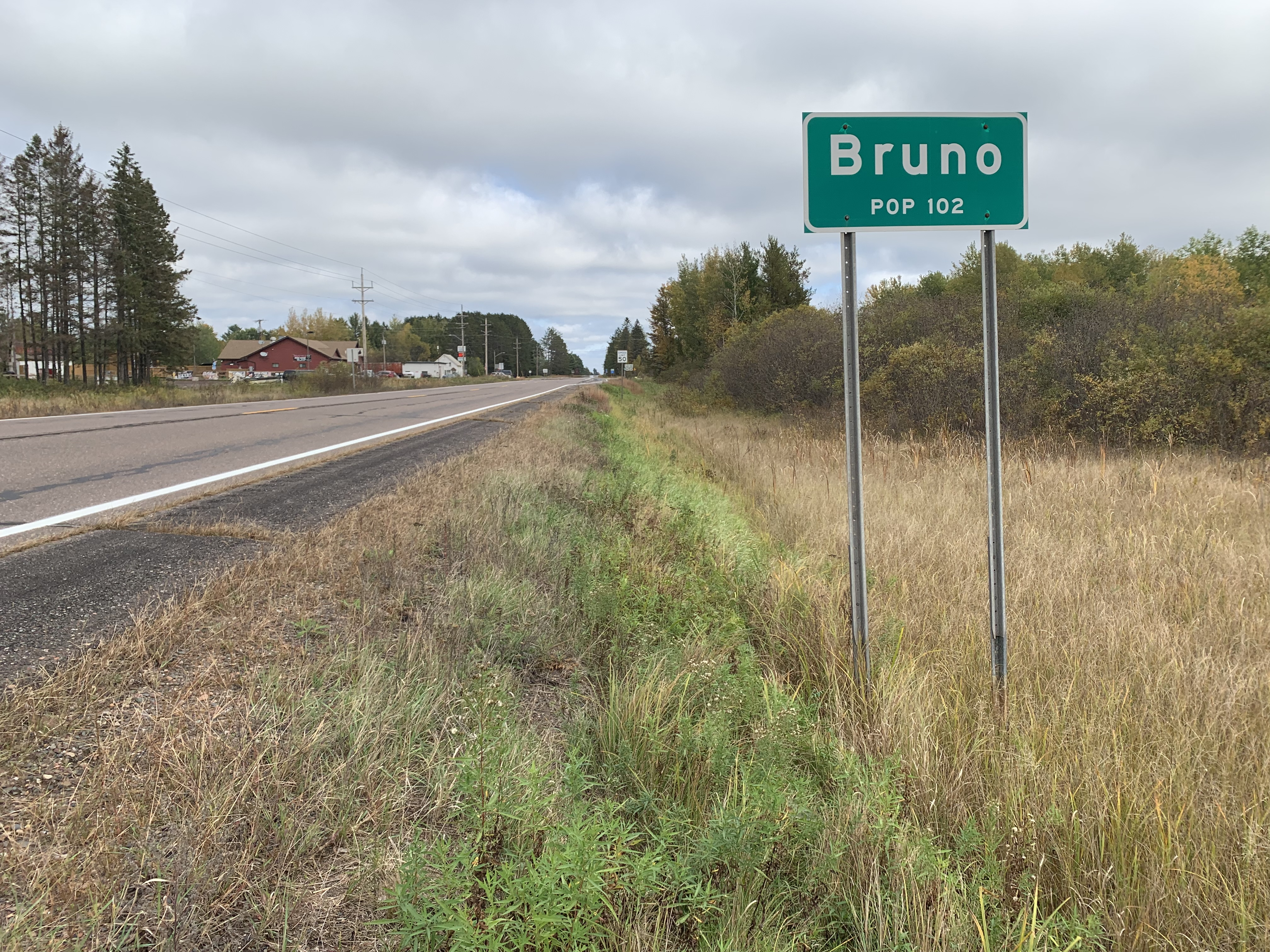
Pancarte de bienvenue à Bruno, Minnesota